# Pretty Boy Floyd

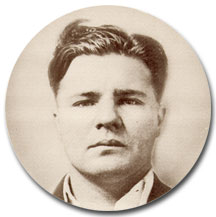
Pretty Boy Floyd (um 1930)

Charles Arthur „Pretty Boy“ Floyd (* 3. Februar 1904 in Adairsville, Georgia; † 22. Oktober 1934 in Clarkson, Ohio) war ein US-amerikanischer Krimineller. Floyd, der seinen Spitznamen seinem guten Aussehen verdankte, wurde durch eine Reihe aufsehenerregender Banküberfälle und Morde in den 1930er Jahren bekannt. Heute ist er vor allem aufgrund der Romantisierung seiner Taten in zahlreichen Filmen und durch den folkloristischen Song Pretty Boy Floyd von Woody Guthrie bekannt.

## Leben
Charles Arthur Floyd wuchs als eines von sieben Kindern einer Farmerfamilie in Adairsville im US-Bundesstaat Georgia auf. Im Alter von zehn Jahren zog er mit seiner Familie in die Cookson Hills in Oklahoma. Mit siebzehn Jahren heiratete er 1921 Lee (nach anderen Quellen Ruby) Hargrove. Aus der Ehe ging ein Sohn, Jack Dempsy Floyd, hervor.
Eine populäre Legende besagt, Floyd sei ursprünglich unfreiwillig ins kriminelle Milieu  gezwungen worden, nachdem er einen Sheriffgehilfen, der grob zu seiner Frau war, tätlich angegriffen habe. Den historischen Quellen zufolge war sein Motiv, kriminell zu werden, ganz einfach finanzielle Not.
Nach verschiedenen kleineren Diebstählen wurde Floyd erstmals am 16. September 1925 in St. Louis, Missouri, bei dem Versuch verhaftet, Lohntüten zu stehlen, und zu einer fünfjährigen Haftstrafe verurteilt.
Nach seiner Freilassung tat er sich in Kansas City mit einigen weiteren Kriminellen zusammen, mit denen er in den nächsten Jahren eine Reihe von Banküberfällen beging. Während dieser Zeit bekam Floyd wegen seines guten Aussehens von der Presse den Spitznamen Pretty Boy (hübscher Junge) verliehen, unter dem er berühmt wurde. Der Name geht wahrscheinlich auf die Aussage eines von Floyd beraubten Zahlmeisters zurück, der den Täter gegenüber der Polizei als a pretty boy with apple cheeks (einen hübschen Burschen mit apfelbäckigen Wangen) beschrieb.
In Sylvania, Ohio, wurde Floyds Bande schließlich während eines Banküberfalls verhaftet. Am 24. November 1930 wurde Floyd zu einer Haftstrafe von fünfzehn Jahren verurteilt. Es gelang ihm jedoch, während des Transports zum Gefängnis zu fliehen, indem er sich aus einem Fenster des Transportfahrzeuges stürzte. Wieder in Freiheit konnte er seine Bande neu aufbauen.
In den folgenden Jahren wurde Floyd für eine lange Reihe von Banküberfällen verantwortlich gemacht. Dabei bleibt unklar, wie viele von diesen tatsächlich auf sein Konto gingen und welche ihm zu Unrecht zugeschrieben wurden. Das FBI erhob ihn derweil in den Status eines Public Enemy, eines Staatsfeindes.
Zwischen seinen Taten hielt Floyd sich in Ortschaften in der Nähe seiner Kindheitsstadt auf, wo er von Einheimischen verborgen gehalten wurde. Der Legende zufolge handelten seine Helfer aus Wertschätzung seiner Großzügigkeit und aufgrund ihres Hasses auf die großen Banken so, die zu dieser Zeit die Höfe von zahlreichen zahlungsunfähigen Bauern pfänden ließen. Wahrscheinlicher ist jedoch, dass Floyd seine Helfer ganz einfach durch Bestechungsgelder auf seine Seite zog.
1931 war Floyd in zahlreiche Morde verwickelt: Im März erschoss seine Bande die Alkoholschmuggler Willy und Bob Ash in der Nähe von Kansas City, im April tötete er den Polizisten Ralph Castner in Bowling Green in Ohio, der versuchte, ihn während eines Banküberfalls zu ergreifen, und im Juli erschoss er den ATF-Agenten Curtis Burke in Kansas City.
Zusammen mit seinem Partner George Birdwell überfiel Floyd im selben Jahr Banken in Earlsboro, Konawa, Maud, Marble City, Morris, Shamrock, Tahlequah und, am 12. Dezember 1931, sogar zwei Banken an einem Tag, in Castle und Paden in Oklahoma. Der Gouverneur des Bundesstaates setzte daraufhin eine Belohnung von 56.000 US-Dollar (983.566 US-Dollar nach heutiger Kaufkraft) auf Floyd aus und ließ eine Sonderkommission bilden.
Am 3. April 1932 wurden Floyd und Birdwell in eine Schießerei mit Polizeibeamten in Bixby verwickelt. Floyd wurde bei dem Schusswechsel von dem pensionierten und eigens für die Jagd auf Floyd reaktivierten Sheriff Erv Kelley an beiden Beinen und am Hodensack verletzt, während Kelley sieben Mal von Floyd getroffen und getötet wurde. Die restlichen Mitglieder des Polizeikommandos (Agent Crockett Long vom State Bureau of Investigation, Sheriff Jim Stormont aus Okmulgee, die Polizeibeamten M.L. Lairmore und J.A. Smith, Ex-Hilfssheriff Will Counts und der Privatdetektiv A.B. Cooper) blieben unverletzt, während Floyd und Birdwell entkommen konnten.
Der Tod des populären Sheriffs, der in dem Ruf stand, mehr Kriminelle zur Strecke gebracht zu haben als irgendein anderer Beamter in der Geschichte von Oklahoma, löste einen Meinungsumschwung in der Öffentlichkeit aus, deren Sympathie für Floyd nun zu sinken begann.
Als am 17. Juni 1933 bei einem Feuergefecht zwischen der Polizei und unbekannten Kriminellen in Kansas City, an dem auch Floyd beteiligt gewesen sein soll (was allerdings nicht mit letzter Sicherheit erwiesen ist), vier Polizisten und ein FBI-Mann starben, beauftragte FBI-Chef J. Edgar Hoover den Agenten Melvin Purvis damit, sich ausschließlich der Jagd auf Floyd zu widmen und diesen um jeden Preis zur Strecke zu bringen. Nach dem Tod von John Dillinger wurde Floyd vom FBI zum neuen Staatsfeind Nr. 1 erklärt, d. h. auf den ersten Rang der Fahndungsliste der Ermittlungsbehörden gesetzt. Das Kopfgeld, das zu dieser Zeit auf ihn ausgesetzt war, betrug 23.000 US-Dollar (508.660 US-Dollar nach heutiger Kaufkraft).
Der von Floyd und seinem Komplizen Adam Richetti am 19. Oktober 1934 begangene Überfall auf die Tiltonsville Peoples Bank brachte die Ermittler auf seine Spur. Während Richetti bald darauf gestellt werden konnte, konnte Floyd sich der Verhaftung entziehen, indem er eine Geisel nahm und in einem Automobil floh.
Ein von Purvis geführtes Einsatzkommando konnte Floyd schließlich am 22. Oktober 1934 auf der Farm der Familie Conkle in der Nähe von East Liverpool, Ohio, ausfindig machen. Als Floyd, der sich seinen Gastgebern gegenüber als verirrter Jäger ausgegeben hatte, um eine Mahlzeit zu erhalten, versuchte, zu Fuß vor den anrückenden Beamten zu fliehen, eröffneten diese das Feuer und trafen ihn erst am Arm, dann, nachdem er die Aufforderung, stehen zu bleiben, weiterhin ignorierte, an der Schulter. Er starb einige Minuten später, gegen 4.00 Uhr, während Purvis Hoover telefonisch von seinem Erfolg in Kenntnis setzte.
Entgegen den Wünschen seiner Mutter, deren Telegramm erst verspätet bei den Behörden eintraf, wurde Floyd von der örtlichen Polizei im Sturgis Funeral Home (einem Bestattungsunternehmen) öffentlich aufgebahrt, so dass mehr als zehntausend Neugierige, die sich die Gelegenheit, den berüchtigten Kriminellen einmal leibhaftig zu sehen, nicht entgehen lassen wollten, prozessionsähnlich an seinem Sarg vorbei defilieren konnten, bevor dieser entfernt wurde. Der Tote wurde kurz darauf nach Oklahoma übergeführt, wo man ihn auf dem Akins Cemetery in Salisaw beisetzte.
1993 machten die East Liverpool Historical Society und die Ohio Historical Society im Zuge eines Gemeinschaftsprojektes die Stelle zwischen den Ortschaften East Liverpool und Rogers, an der Floyd erschossen wurde, mit einer Gedenkplakette kenntlich.

## Floyd in der amerikanischen Popkultur
Bald nach seinem Tod ging Pretty Boy Floyd in die amerikanische Folklore ein.
Den Anfang für diese Entwicklung legte der Sänger Woody Guthrie, der im März 1939 den Song Pretty Boy Floyd veröffentlichte, der Floyds Leben in verklärenden Farben nacherzählt. Der Text des Liedes rühmt unter anderem Floyds Großzügigkeit gegenüber den Armen und wirft die Frage auf, ob Raubüberfälle nicht eine ehrlichere Form der Kriminalität darstellen als die Praktiken der Finanzwelt ("Some will rob you with a six-gun, and some with a fountain pen."). Guthries Lied wurde später von zahllosen Country- und Folk Music Künstlern gecovert: so von Bob Dylan, den Byrds (Album Sweetheart of the Rodeo), Guthries Sohn Arlo Guthrie (Album Precious Friend with Pete Seger), James Taylor, Joan Baez und Jimmy Faulkner. Außerdem lehnten eine amerikanische und eine kanadische Band ihre Namen an Floyd an.
Mit dem Film Pretty Boy Floyd von Herbert J. Leder aus dem Jahr 1960, in dem John Ericson die Titelrolle spielte, begann die filmische Verarbeitung von Floyds Leben. 1970 leitete der Film A Bullet for Pretty Boy eine ganze Serie von Gangster-Filmen ein, in denen Floyds Part mitunter von sehr bekannten Darstellern übernommen wurde: Steve Kanaly (Dillinger), Martin Sheen (The Story of Pretty Boy Floyd, 1973) und Bo Hopkins (The Kansas City Massacre, 1975). In dem 2009 veröffentlichten Film Public Enemies wird Floyd von Channing Tatum verkörpert.
Es gibt eine US-amerikanische Glam-Metal-Band mit dem Namen "Pretty Boy Floyd".
John Steinbeck baute Floyd in seinen in der Ära der Großen Depression angesiedelten Roman Früchte des Zorns als Fallbeispiel für einen angeblich unschuldig in die Kriminalität getriebenen guten Jungen ein. Larry McMurtry und Diana Ossana legten 1994 eine semi-historische, halb-fiktive Biographie über Floyd vor, in der er systematisch als das Opfer der widrigen sozialen Umstände seiner Zeit geschildert wird.
Der Verlag Image Comics legte 2008 die Miniserie Pretty, Baby, Machine vor, in der Floyd mit Babyface Nelson und Machine Gun Kelly als kriminelles Dreigespann verschiedene Abenteuer erlebt.
Der US-amerikanische Boxsuperstar Floyd Mayweather gab sich in Anlehnung an ihn den Shownamen "Pretty Boy" und wurde vor Kämpfen stets als Floyd "Pretty Boy" Mayweather angekündigt.